# 음악 평론
음악 평론( 音樂評論 )은 음악에 대해 비평·평론하는 것을 말한다. CD 등의 사운드 녹음 비판, 연주회의 보고서 평론, 음악 시평 등 평론 활동 외에 CD의 라이너 노트 쓰기, 음악 프로그램 담당, CD와 콘서트의 해설과 기획 등을 할 수 있다.